# أديل ديكسون
أديل ديكسون (بالإنجليزية: Adele Dixon)‏ هي ممثلة بريطانية (وحملت سابقاً جنسية المملكة المتحدة لبريطانيا العظمى وأيرلندا)، ولدت في 3 يونيو 1908 بلندن في المملكة المتحدة، وتوفيت في 11 أبريل 1992 بمانشستر في المملكة المتحدة بسبب ذات الرئة.

## وصلات خارجية
- أديل ديكسون على موقع IMDb (الإنجليزية)
- أديل ديكسون على موقع ميوزك برينز (الإنجليزية)
- أديل ديكسون على موقع قاعدة بيانات برودواي على الإنترنت (الإنجليزية)
- أديل ديكسون على موقع قاعدة بيانات الفيلم (الإنجليزية)